# Högspänningsledning

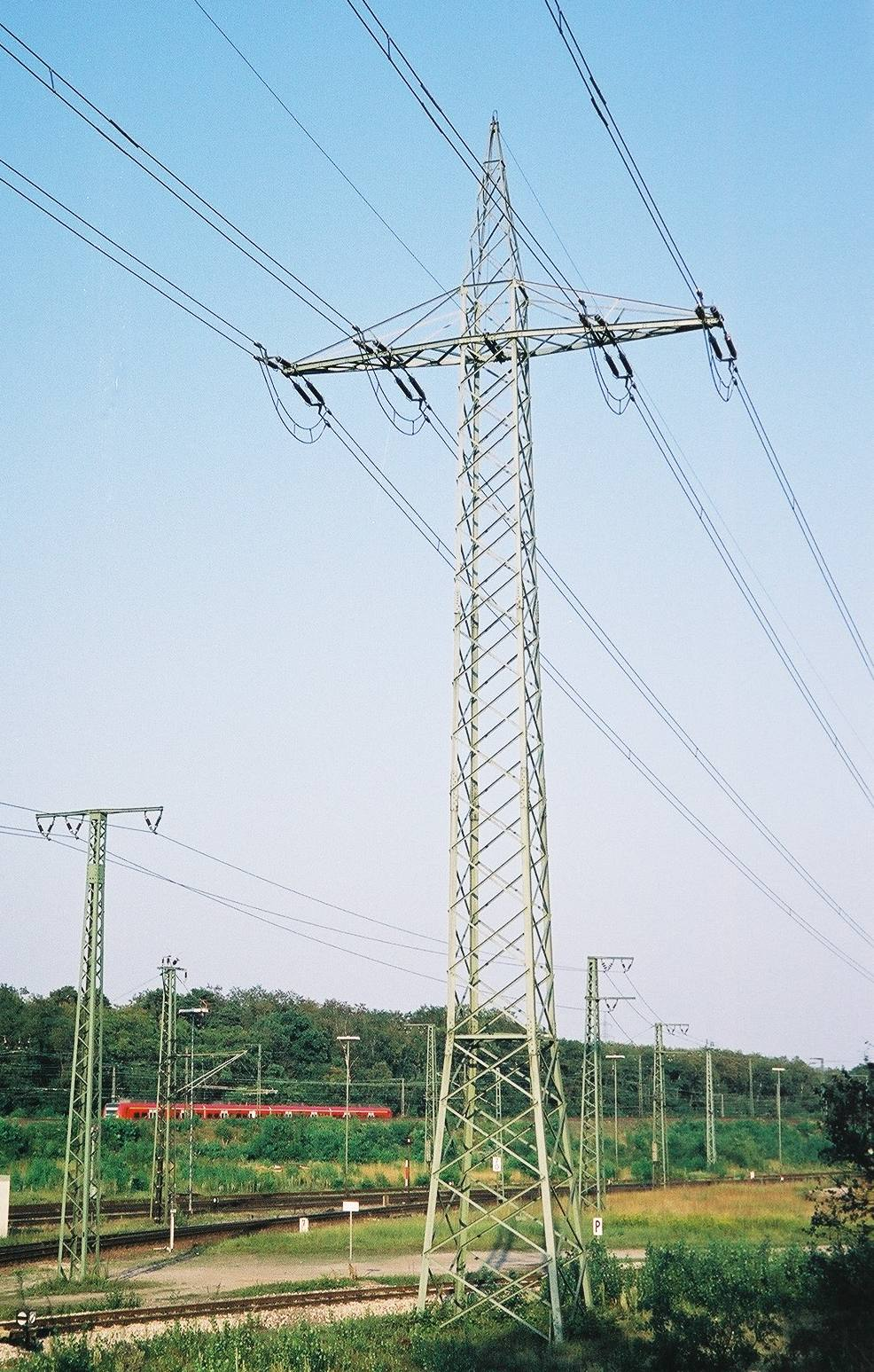
Högspänningsledning.

Högspänningsledning är en elektrisk ledare avsedd för distribution av elektricitet. Högspänningsledningar har oftast en spänning över 110 000 volt (110 kV) men tekniskt är 1 000 volt gränsen för benämningen högspänning.

## Fördelar
Ett av nyckelproblemen med eldistribution är energiförlust i transmissionsledningar. Detta beror på att energin övergår till värme på grund av ledningens resistans. Med hjälp av högre spänning hålls denna förlust till ett minimum.

## Sverige
Den högsta spänningen som används i Sverige för överföring av elektrisk energi är för växelström 400 kV och vid likström 500 kV HVDC.